# Український центр безпеки та співпраці
Український центр безпеки та співпраці (Ukrainian Security and Cooperation Center) або УЦБС (USCC) – незалежний аналітичний центр, створений у квітні 2021 року командою, яка сформувалась під час Революції Гідності. Основними напрямками діяльності Центру є незалежна аналітика військової та політичної ситуації; підтримка та співпраця з українськими громадами у світі; дослідження, трактування та протидія російським впливам у світі.
Очільником Українського центру безпеки та співпраці є військово-політичний аналітик Сергій Кузан.

## Історія

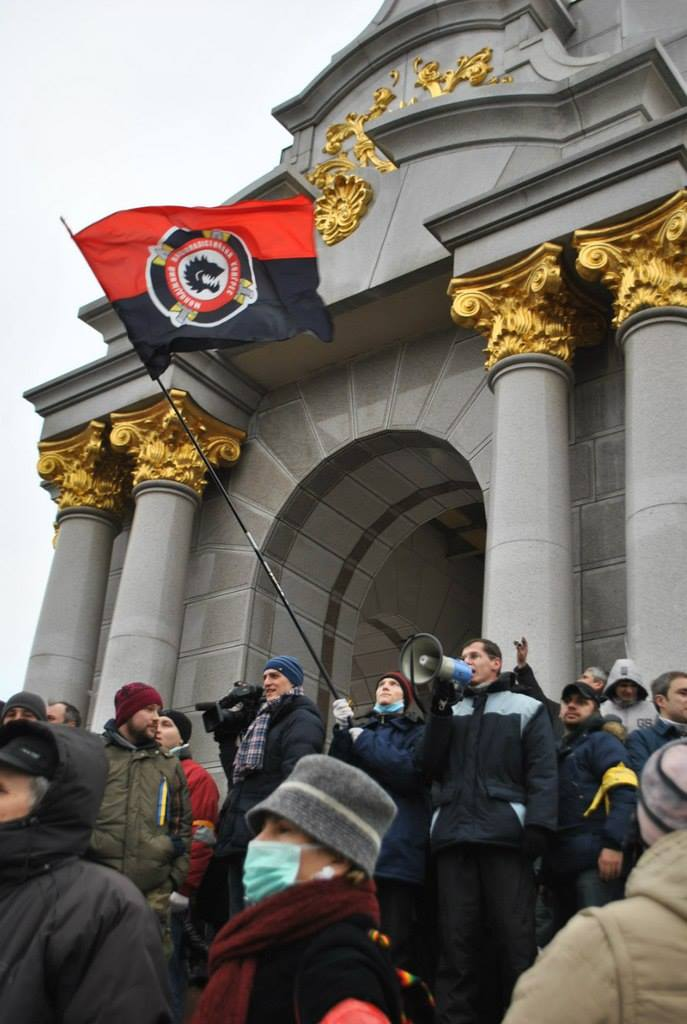
Голова УЦБС Сергій Кузан

Український центр безпеки та співпраці заснований у квітні 2021 року командою, яка сформувалась під час Революції Гідності в Україні. Засновниками центру були громадські активісти, комунікаційники та аналітики Сергій Кузан, Дмитро Жмайло, Оксана Кузан, Олеся Горяйнова та Соломія Хома.
3 початком збройної агресії Росії, окупації Криму та частини Донецької та Луганської областей України основна частина команди організовувала підтримку сил Антитерористичної операції (згодом Операції Обʼєднаних сил), доправляючи гуманітарну допомогу передовим підрозділам української армії на лінії зіткнення. 
Водночас команда запустила громадську кампанію #ВимкниРосійське, направлену на маркування, виявлення та протидію впливів Кремля в Україні та світі, зокрема в політиці, економіці, культурі та гуманітарній сфері.
Команда Центру організувала десятки візитів представників західних аналітичних центрів, науковців, політиків ат журналістів до України, в рамках яких були зустрічі з першими особами держави, очільниками силових відомств, командирами ат бійцями передових підрозділів, які тримають оборону проти збройних формувань росії на сході України.

## Напрямки діяльності
- Дослідження та трактування російських впливів в Україні та світі задля ефективної боротьби у гібридній війні. Ми вивчаємо поведінку і наративи росії, які вона просуває у світі, формує та складаємо рекомендації з протидії російським впливам та допомагає боротися з ними в межах інших держав.
- Незалежна аналітика військової та політичної ситуації. Експерти УЦБС виступають на українських і світових майданчиках, створюють аналітичні матеріали та дослідження, надають експертні коментарі для провідних світових видань з незалежною експертною оцінкою ситуації.
- Підтримка та співпраця з українськими громадами у світі. Центр співпрацює з організаціями, що представляють інтереси українців на міжнародній арені – українською діаспорою та українцями, що проживають поза межами України. У співпраці з громадами спеціалісти Центру втілюють публічні тематичні заходи, дискусії, що покликані посилити голос України закордоном.

Організація діє задля посилення інформаційної сталості та безпеки України.

## Кампанії
Український центр безпеки та співпраці займається координацією та підтримкою світових кампаній: виключення росії з Ради Безпеки ООН #UNRUSSIAUN та протидією діяльності російського Червоного Хреста #BanRussianRedCross, а також ініціює інші проєкти. Серед них: власний фотопроєкт “Рік незламності. Точка неповернення” відзнятий на деокупованих територіях України та громадська кампанія #ВимкниРосійське. 

#### Виключення росії з Ради Безпеки ООН #UNRUSSIAUN
24 лютого 2022 року росія розпочала повномасштабне вторгнення в Україну. Застосовуючи своє право вето в інституції 25 лютого 2022 року рф наклала його на резолюцію Ради Безпеки, що засуджує її злочинні дії на території України. У квітні 2023 року держава-терорист стала наступною головуючою центральної інституції, на яку покладено відповідальність за підтримку міжнародного миру та безпеки.
УЦБС, у співпраці з українською діаспорою та світовою громадою веде діяльність задля поширення інформації про злочинну діяльність рф у Раді Безпеки ООН, закликаючи громадськість використовуючи хештег #unrussiaUN, та виходити у будь-якій точці світу з мітингом проти головування та участі росії в ООН. У межах кампанії у лютому 2023 року перед штаб-квартирою ООН у Женеві УЦБС презентували власну виставку, привертаючи увагу до проблеми перебування росії у Радбезі ООН.

#### Протидія діяльності російського Червоного Хреста #BanRussianRedCross
Прикриваючись принципом нейтральності, російський Червоний Хрест намагався приховати факти того, що від його імені підтримується російський терор проти українців. Команда УЦБС ретельно досліджує діяльність російського Червоного Хреста та написала декілька досліджень, у яких викладені його злочини під тегом  #BanRussianRedCross. Серед них дослідження щодо:
- участі Російського Червоного Хреста у зборах коштів на підтримку мобілізованих на війну з Україною росіян та їхніх родин, зокрема збір на безпілотники та пошиття форми для військових. Голова російського ЧХ  є одним з організаторів руху “Волонтери-медики”, що прямо отримує фінансування від російського уряду для надання медичних послуг армії РФ.
- блокування Російським Червоним Хрестом озброєння для України. Російський ЧХ дискредитує українських військових фейковими звітами з тимчасово окупованих територій, сфабрикованими відео про ймовірні атаки цивільного населення, порушення принципів Женевських конвенцій та міжнародного права загалом.

#### Фотопроєкт “Рік незламності. Точка неповернення”

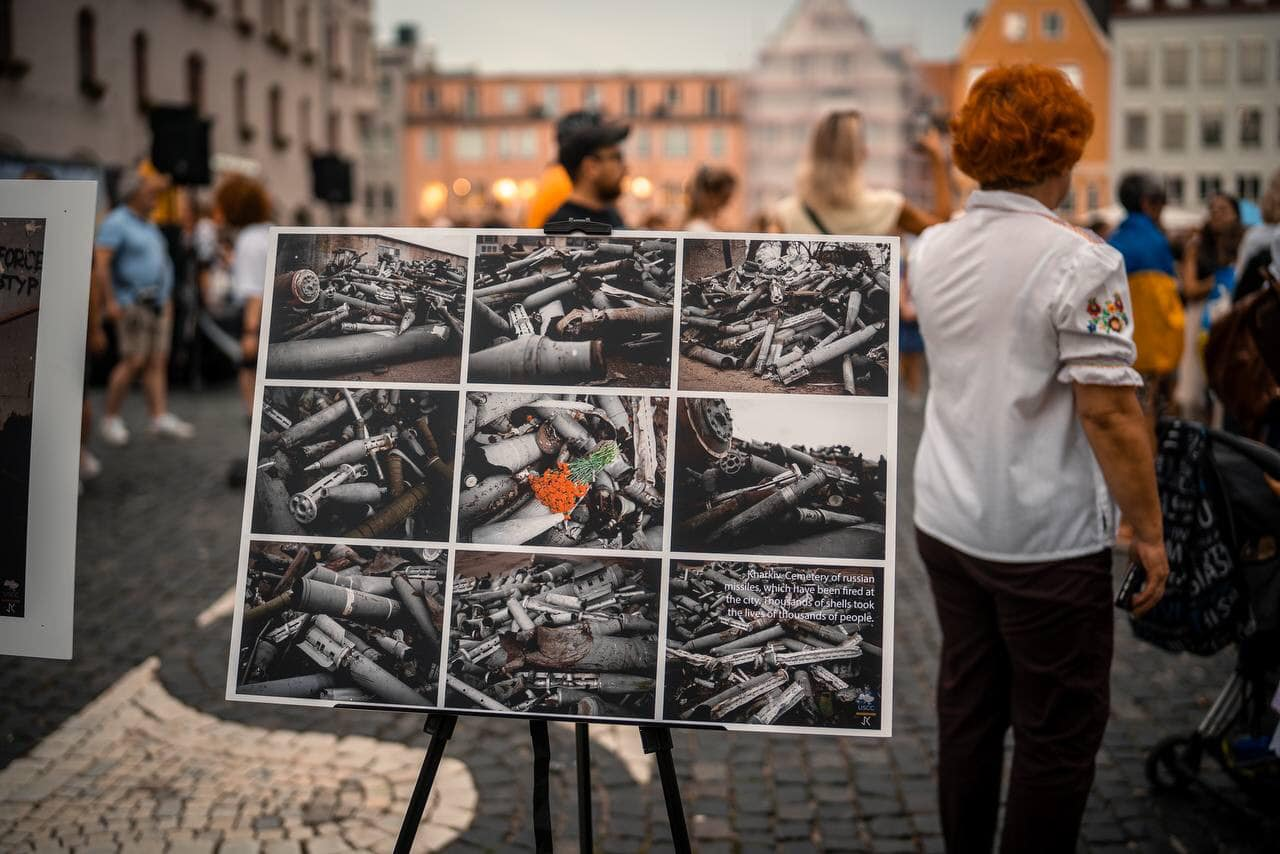
Фотопроєкт “Рік незламності. Точка неповернення” у Ауґзбурзі

Команда Українського центру безпеки та співпраці була однією з перших хто збирав фото та відеодокази про злочини росіян в Україні на щойно деокупованих територіях Київщини, Харківщини, Херсонщини, а також на прифронтових територіях Луганщини та Донеччини.
Вперше фотовиставку презентували 24 лютого 2023 р. перед штаб-квартирою ООН в Женеві, адже одне зі справедливих покарань для агресора – це виключення з Ради Безпеки ООН. Поки право вето знаходиться в руках терориста – ми не можемо говорити про мир в глобальній перспективі.
30 травня 2023 р. Фотопроєкт “Рік незламності. Точка неповернення” презентували у Парламенті Румунії на запрошення голови Сенату Аліни Горгіу. А 24 серпня 2023 р. до Дня Незалежності України, фотовиставка була презентована на головній площі міста Ауґсбург в Німеччині. 

#### #ВимкниРосійське
«Вимкни Російське» – державницька громадська ініціатива, створена українськими патріотично налаштованими активістами з метою протидії російським впливам в Україні та наповнення всіх сфер життя українським змістом. 
Громадська кампанія #ВимкниРосійське була направлена на маркування, виявлення та протидію впливів Кремля в Україні та світі, зокрема в політиці, економіці, культурі та гуманітарній сферах. Команда «Вимкни Російське» проводила кампанії протидії російським впливам в Україні і займалась наповненням всіх сфер життя українським змістом. Діяльність ініціативи супроводжувалась створення відеороликів на Youtube-каналі та медійною діяльністю. Зокрема у травні 2019 року активісти пікетували офіс телеканалу «Інтер» з вимогою припинити поширення російської пропаганди.
З березня 2014 року ініціатива розвинула волонтерську мережу для допомоги українським військовим, що діє і дотепер. Мета ініціативи #ВимкниРосійське  – протидія в українському інформаційному просторі деструктивним маніпулятивним впливам російської федерації, інформаційній деокупації, в тому числі через створення просвітницьких матеріалів.

## Партнери організації
УЦБС активно співпрацює з організаціями та об'єднаннями українців по всьому світу, наближуючи перемогу України. 
- Європейський Конґрес Українців[14]. ЄКУ є міжнародною координаційною організацією, що представляє інтереси українців у Європі заснованою 4 січня 1949 року в Лондоні.
- Nordic Ukraine Forum – громадська організація, створена з метою зміцнення взаємин між Швецією та Україною, а також сприяння поширенню знань та ідей.
- Hlas Ukrajiny – громадська чесько-українська ініціатива, яка співпрацює з місцевою владою та іншими громадськими організаціями для просування інтересів України, а також виявляє та протистоїть російським впливам у Європі у складі команди Українського центру безпеки і співпраці.
- Асоціація 21 грудня 1989 року[ro] – об'єднання учасників Румунської революції 1989 року, засноване в січні 1990 року.
- Українська громада Іспанії “За права, честь і гідність українців” – об'єднання українців в Іспанії.
- Спілка Українців Португалії – асоціація українських іммігрантів, національного рівня, створена на добровільних засадах у червні 2003 року. Мета - захист прав та інтересів іммігрантів та їх нащадків що проживають, або перебувають на території Португалії.
- Association of Ukrainians in Belgium – ТУБ – об`єднання українців у Бельгії.
- Обʼєднання українських організацій у Німеччині – українська крайова центральна репрезентація в Німеччині для координації діяльності та репрезентації та захисту інтересів українців у Німеччині.
- Спілка українських організацій Болгарії “МАТИ-УКРАЇНА“

## Міжнародні представництва
Український центр безпеки та співпраці має власні міжнародні представництва та учасників команди, що репрезентують діяльність організації закордоном. Їх завдання – ведення діяльності Центру на глобальному рівні, встановлення міжнародної співпраці.

#### Чехія
Анастасія Сігнаєвська – представниця УЦБС в Чехії, експертка з питань російських впливів в Чехії, співкоординаторка чесько-української ініціативи «Голос України».

#### Німеччина
Катерина Матей – представниця УЦБС в Німеччині, експерт з питань російської дезінформації, заступниця голови громадської організації Ukrainischer Verein Augsburg e.V.

## Згадки у ЗМІ
Спікерів УЦБС системно цитують українські та західні видання (BBC, CNN, Al Jazeera, RFI, Berliner Zeitung,  Інтер, Радіо Свобода, 24 канал тощо). Експерти Центру долучаються до українського Національного марафону та політичних ток-шоу.

Сергій Кузан, очільник УЦБС

Так очільник центру Сергій Кузан надає свої коментарі щодо теми російсько-української війни, підтримки України на Заході, гібридної російської війни та російської мережі. Співзасновники УЦБС Олеся Горяйнова, Соломія Хома, Дмитро Жмайло коментують гібридну загроза росії в Україні та на Заході, протидію російських впливам. Кандидатка історичних наук Аліна Понипаляк коментує культурні прояви російської агресії, історичний контекст війни і дій росії та їх наслідки для України. Представники УЦБС закордоном (Анастасія Сігнаєвська, Катерина Матей) висвітлюють російську мережу впливу в інших країнах (Чехії та Німеччині).